# Bambara
Bámbara o Bámana (del bambara: ߓߡߊߣߊ߲) romanizado: Bamana o ߓߊ߲ߡߊߣߊ߲ Banmana) es un grupo étnico mandingá habitante del oeste de África, principalmente en Malí, también en Guinea, Burkina Faso, Costa de Marfil, Gambia, Guinea-Bisáu, Mauritania, Níger y Senegal. A consecuencia de las corrientes migratorias de los siglos XX y XXI existen comunidades bambara fuera del continente, destacando la más numerosa en Francia, así como importantes colectivos en Estados Unidos y Canadá.

## Etnónimo

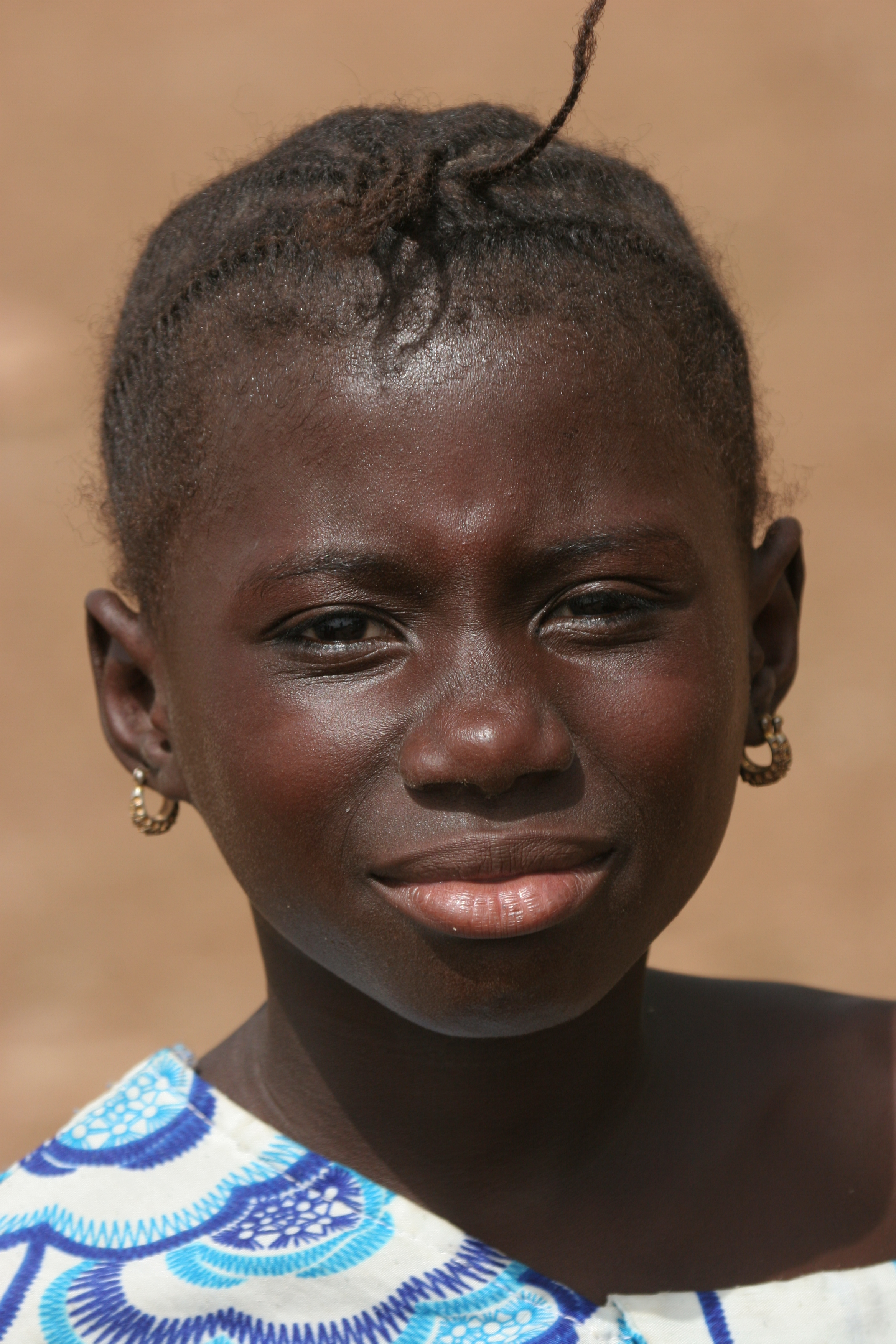
Niña bambara

Durante el reinado de Mansa Musa I comenzó la división entre maninkas y bambara, tras negarse estos últimos a abrazar el islam. En ese proceso, se creó la asociación secreta del “komo” como reacción a la política imperial musulmana. Los bammanas (Ban-ma-na) eran «los que han rechazado a los mansas».
Otra explicación del etnónimo señala que después de la llegada del islam a la región alrededor del siglo XIII, los bamana pasaron a ser llamados bambara, que significaría "incrédulos" o "infieles".
El topónimo Malí proviene del idioma bamana y significa "hipopótamo poderoso".

## Historia

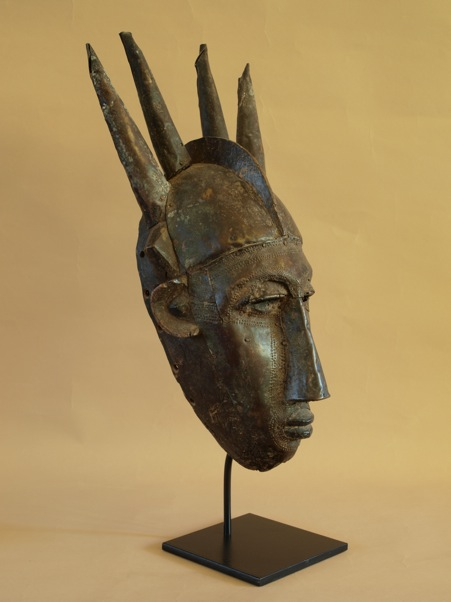
Máscara ritual bambara

Según la tradición bambara su origen está en el tramo alto del río Baulé, cerca del nacimiento del río Milo, en la antigua región de Toron, en Malí. De allí emigraron en el siglo XVI a la zona de Macina, en la actual región de Segú. Sin embargo algunos investigadores entienden que sus antepasados emigraron en un principio desde el desierto del Sahara. Afirman que ya tenían adquiridas las habilidades para la agricultura así como conocimientos para la construcción de herramientas para el trabajo. Si bien la utilización del hierro y el cobre se conocen en la región del Níger desde el año 500 a. C., se desconoce el grado de desarrollo metalúrgico de los antepasados bambara.
La sociedad bambara primitiva se centró en la agricultura, la cría de animales y el comercio. Tempranamente desarrollaron técnicas avanzadas de arado. Sus cultivos básicos incluían arroz, varias especies de mijo y sorgo.
Sometidos al Imperio de Malí y luego al de Songhai, entre los siglos XVII y XIX levantaron dos importantes reinos en Segú y Kaarta, en el centro de Malí. A pesar de su misma raíz étnica, ambos reinos mantuvieron largos enfrenamientos hasta el siglo XIX cuando fueron conquistados por el imperio fulani de Macina.
Durante su vigencia, el reino de Segú bajo el liderazgo del rey Mamari Culibali (1712-1755) amplió sus dominios territoriales a base de la conquista de pueblos vecinos.
Los reinos bambara, entre los siglos XI y XVII se convirtieron en una barrera animista que recuperó la espiritualidad tradicional africana tras la caída de los imperios islámicos que gobernaron con anterioridad Malí. Esta ruptura con el sector islámico de la cultura malinké está simbolizada por la creación de la sociedad secreta Komo por parte de los bambara.
Los bambara debieron enfrentar el tráfico esclavista implementado por europeos y los gobiernos islámicos del Futa Yallon entre lo siglos XVIII y XIX. Junto con los kissi, dialonké, fulani, basari y koniagui eran capturados para intercambiar con las redes comerciales que implementaron el comercio triangular de la época.

## Organización social

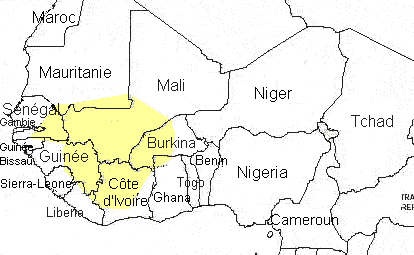
Territorios habitados por mandinga.

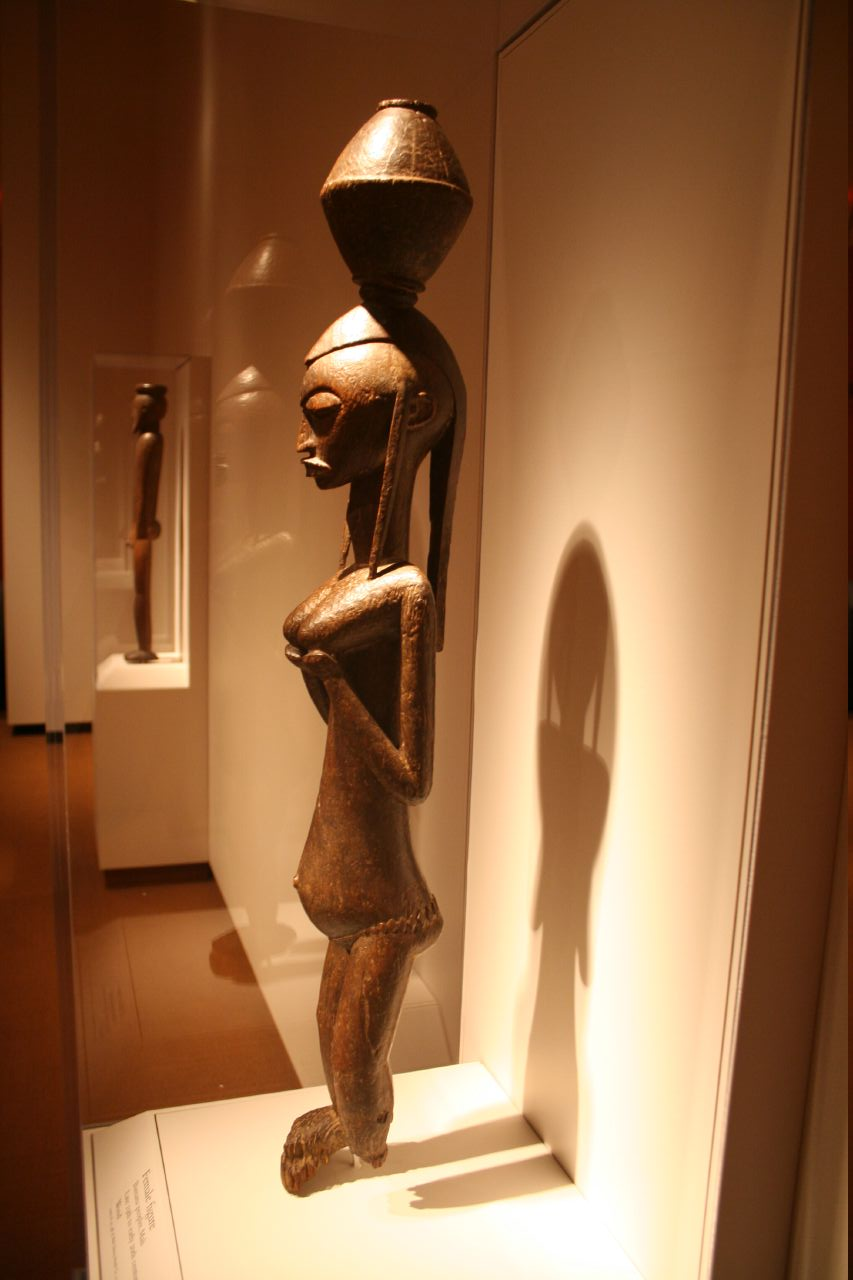
Arte bambara:estatua femenina.

Los bámbara pertenecen a diferentes clanes patrilineales. Cada clan se define por un patronímico, un antepasado, una divisa y una prohibición.
La unidad residencial, productiva y política es la familia extensa du, de carácter patriarcal y patrilocal: el hombre mayor dutigi vive con sus esposas, los hijos y las esposas e hijos de estos.  
Cada familia extensa utiliza un espacio físico único llamado "concesión", que puede ser parte de una aldea con otras familias. Cada hombre adulto y cada mujer casada con sus hijos pequeños tiene una habitación separada. Los hombres jóvenes solteros tienen una habitación colectiva y otra las muchachas solteras. El dutigi se reúne con los otros hombres mayores fa en un consejo que gobierna la familia y en el que no participan ni los hombres jóvenes ni ninguna mujer. La mujer tiene sin embargo relativa autonomía personal.
La sociedad bámbara es jerárquica, tanto en la organización familiar segmentada según la edad y el género, como en la esfera pública donde predomina un sistema de castas que distingue por ejemplo a los griot (narradores), herreros, zapateros y eventualmente a nobles vasallos y siervos.

## Economía
Su economía depende principalmente de la agricultura y consideran la tierra de propiedad de la comunidad. El proceso de producción, de tipo doméstico, obedece a las normas de distribución de las tierras, a la división del trabajo y del tiempo de trabajo de cada persona según la edad y el sexo. En cuanto a la división social del trabajo, el hombre y la mujer se dedican ambos a los trabajos agrícolas, pero las tareas domésticas son realizadas únicamente por las mujeres.
El conjunto de la fuerza de trabajo y los recursos a disposición de la familia extensa se movilizan para el cultivo del forobaforo (campo cultivado en común). Desde el punto de vista de la organización del trabajo, entre los bámbara se dedica gran parte de la semana, en general cuatro o cinco días, al trabajo colectivo. El resto del tiempo se reserva al descanso y al trabajo en los cultivos de cada hogar e individuo. Los productos de los cultivos familiares sirven para alimentar a la familia extensa, para pagar los gastos de primer matrimonio de cada hombre, para comprar equipos colectivos y para solucionar otros problemas de la comunidad. Esta economía agrícola poco mecanizada, requiere numerosos brazos y el trabajo de las mujeres y los niños es pues, muy importante. 

## Idioma
El bamana -lengua de los bambara- es un idioma del filo lingüístico Níger-Congo dentro de la familia de lenguas mandé. Es mutuamente inteligible con otras lenguas mandé como el mandenká, maninka y yulá. En los estudios lingüísticos puede encontrarse al idioma bamana con los nombres: bamako, bamana, bamanakan, bamanankan, beledugu, ganadugu, mandé oriental, san, segú, sikasso, somono, wassulu, wassulunka, wassulunke, wasulu, wasulunkakan o wasuu.
Antes de la llegada del islam al país bambara estos eran conocidos como bamana. Los hablantes de este idioma exceden a los miembros de la etnia bambara. Por ejemplo en Malí, un tercio de la población pertenece a la etnia bambara mientras que el idioma lo habla la mitad del país. Entre las causas de esta expansión lingüística se encuentra su utilización como lengua franca del comercio en varios países de África occidental. Por otra parte, se utilizó por el ejército colonial francés como segunda lengua tras el patois. El ejército era una de las pocas posibilidades de ascenso social para la población nativa, y de ahí que soldados de diferentes etnias terminaron por adoptarlo.
En el año 2016 se estimó que 7 millones de personas hablan alguna de las variantes del idioma bamana en el mundo.

## Alfabeto N’ko
El alfabeto N'ko fue inventado en 1949 por Solomana Kanté (1922-1987), un erudito musulmán nacido en Kankan. Normalizó una mezcla de las cuatro lenguas francas utilizadas para el comercio (bamana, yula, maninka y mandenká) para crear el alfabeto N'ko. La nueva escritura hizo posible que un número importante de la población de las diferentes lenguas mande de África occidental se puediesen comunicar por escrito.

## Religión
Aunque muchos se convirtieron al islam, la mayoría de los bambara mantuvieron su religión tradicional basada en el culto a los antepasados. Veneran a Ngala (a veces llamado Bemba) un dios creador y a varios dioses menores relacionados con el aire, el fuego, el agua y la tierra.

## Festividad de Chiwara

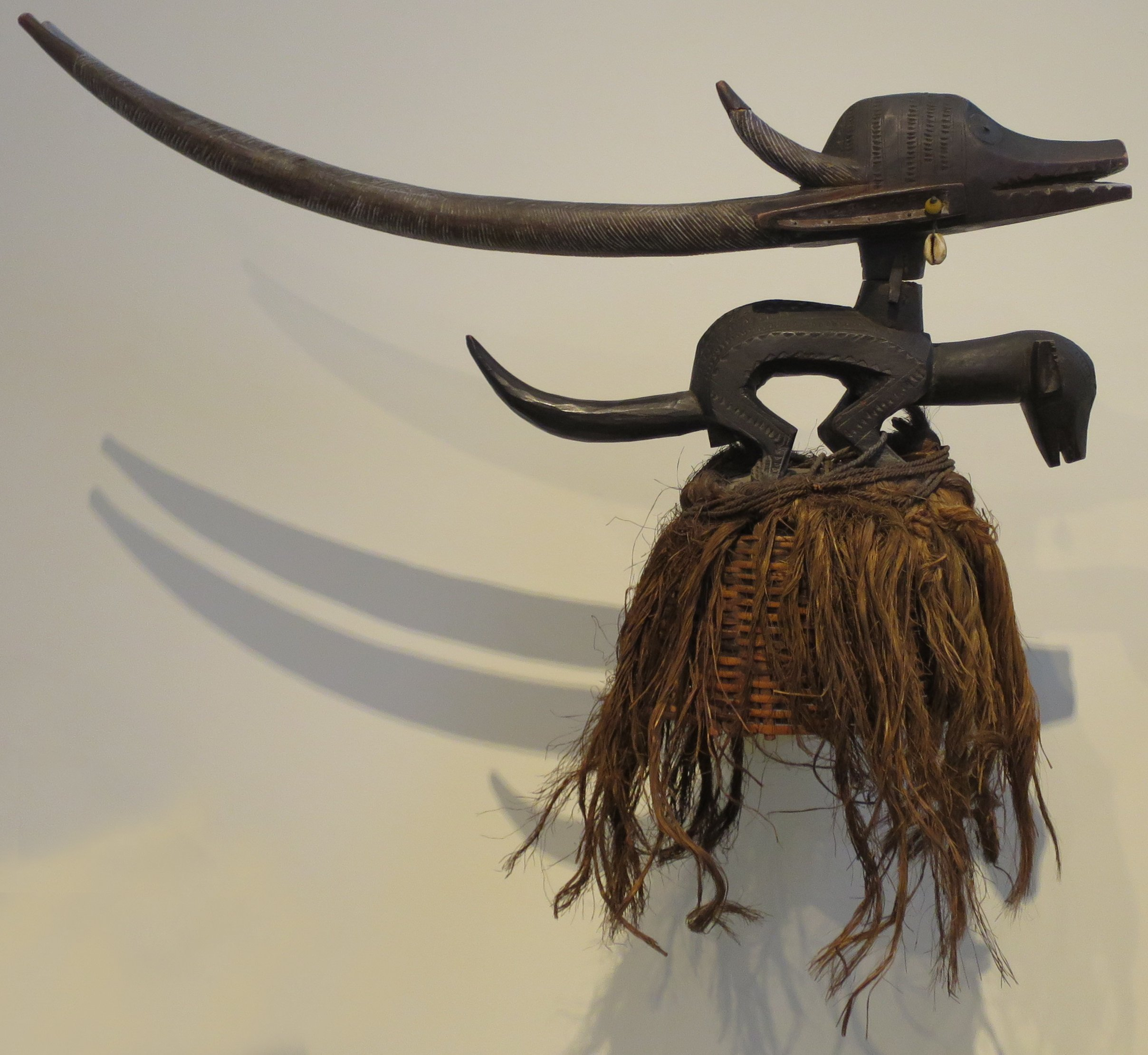
Tocado de antílope utilizado en las danzas de la festividad de Chiwara

Chiwara es un personaje mítico del pueblo bambara. Según la tradición, Chiwara, que en idioma bamana significa “animal de cultivo”, les enseñó a practicar la agricultura. En su honor se celebra un festival anual en el que los bailarines usan máscaras que representan al antílope, el animal asociado con Chiwara.
Según la leyenda, Chiwara era descendiente de la primera mujer, Mousso Koroni y una serpiente. Era un animal trabajador que labraba la tierra con sus garras y una azada mágica que le había dado su madre. Enseñó a los bamana a cultivar así como el valor del trabajo duro. Según este relato, los humanos se volvieron perezosos tras las primeras cosechas exitosas.
Durante el festival, los hombres representan el sol y las mujeres la tierra, juntos simbolizan la armonía perfecta necesaria para una cosecha exitosa. Los primeros bailan con las máscaras de antílope imitando sus movimientos, se encorvan y utilizan dos palos cortos a modo de patas delanteras. Por su parte las mujeres cantan canciones de alabanza a los agricultores y dan ritmo al baile masculino.